# Авдеев, Игорь Геннадьевич
И́горь Генна́дьевич Авде́ев (род. 10 января 1973, Алма-Ата) — советский и казахстанский футболист-универсал: нападающий, полузащитник и защитник. Дважды лучший футболист Казахстана (1999, 2000).

## Карьера

### Игровая
Выступал в первенствах СССР (одна игра) и чемпионатах России (17 игр). В высшем дивизионе чемпионатов РК — 14 сезонов (1992-93, 1996, с 1999 по 2012): 244 игр, 54 гола. Отыграл 3 игры в Кубке УЕФА 1996/97 за «Аланию».
Пик карьеры пришёлся на 1999—2000 годы в рядах вице-чемпиона Казахстана петропавловского «Аксесс-Голден Грейн», тогда Игорь был признан дважды лучшим футболистом Казахстана (1999 и 2000). Причём, в 1999 году был также признан лучшим левым нападающим, а в 2000 году — лучшим центральным защитником. Мог играть на позициях нападающего или атакующего полузащитника, с возрастом переквалифицировался в защитника.
Завершил карьеру в возрасте 40 лет.

### В сборной
За национальную сборную Казахстана в период с 1996 по 2005 провёл 27 игр и забил 6 голов.

### Тренерская
В апреле 2013 приглашён в «Кайрат» тренером-селекционером.
В январе 2019 года Игорь Авдеев вошёл в тренерский штаб «Тараза», где помогал Вахиду Масудову.

## Достижения

### Командные
«Есиль-Богатырь»
- Серебряный призёр чемпионата Казахстана: 1999, 2000
- Бронзовый призёр чемпионата Казахстана: 2001

«Женис»
- Бронзовый призёр чемпионата Казахстана: 2003
- Обладатель Кубка Казахстана: 2002

«Локомотив»
- Серебряный призёр чемпионата Казахстана: 2009

«Восток»
- Победитель первой лиги Казахстана: 2010

### Личные
- Лучший футболист Казахстана: 1999, 2000